# Aykut Zahid Akman
Aykut Zahid Akman (* 1958 in Ankara) ist ein türkischer Beamter.

## Leben
1984 absolvierte er die Fakultät für Theologie der Universität von Ankara. Danach besuchte er das Institut für Sozialwissenschaften in der Universität von Istanbul und machte 1987 seinen Master. Zwischen 1988 und 1992 betrieb er eine eigene Agentur für Kommunikation und Öffentlichkeitsarbeit.
Von 1993 bis 2000 war er in Ankara Nachrichtensprecher beim AKP-nahen Fernsehsender Kanal 7 und danach bis 2003 für Kanal 7 in Washington D.C., Vereinigte Staaten. Medienberichten zufolge soll er für Kanal 7 die Spendengelder des islamischen Wohlfahrtsvereins Deniz Feneri (Leuchtturm) aus Deutschland zugeführt haben.
Er war von Juli 2005 bis Juni 2009 Präsident des Obersten Rundfunk- und Fernsehrates und zugleich Regulierungsbehörde RTÜK. Er wurde daher als „höchster Medienwächter und oberster Zensor der Türkei“ bezeichnet. Akman gilt als Vertrauter des türkischen Regierungschefs Recep Tayyip Erdoğan.
Darüber hinaus war er von August 2003 bis Juli 2006 im Vorstand der „Offenbacher & Frankfurter Wohnungsbaugenossenschaft eG“ (OFWG). Im September 2008 wurde gegen ihn wegen des Verdachts des Betruges und der Insolvenzverschleppung ermittelt.
Im Juni 2013 wurde er Präsident der 1999 gegründeten Rundfunkanstalt Televizyon Yayıncıları Derneği (TVYD) in Istanbul.